# 馬爾科尼山 (庫斯科大區)
13°09′33″S 72°21′07″W / 13.15917°S 72.35194°W

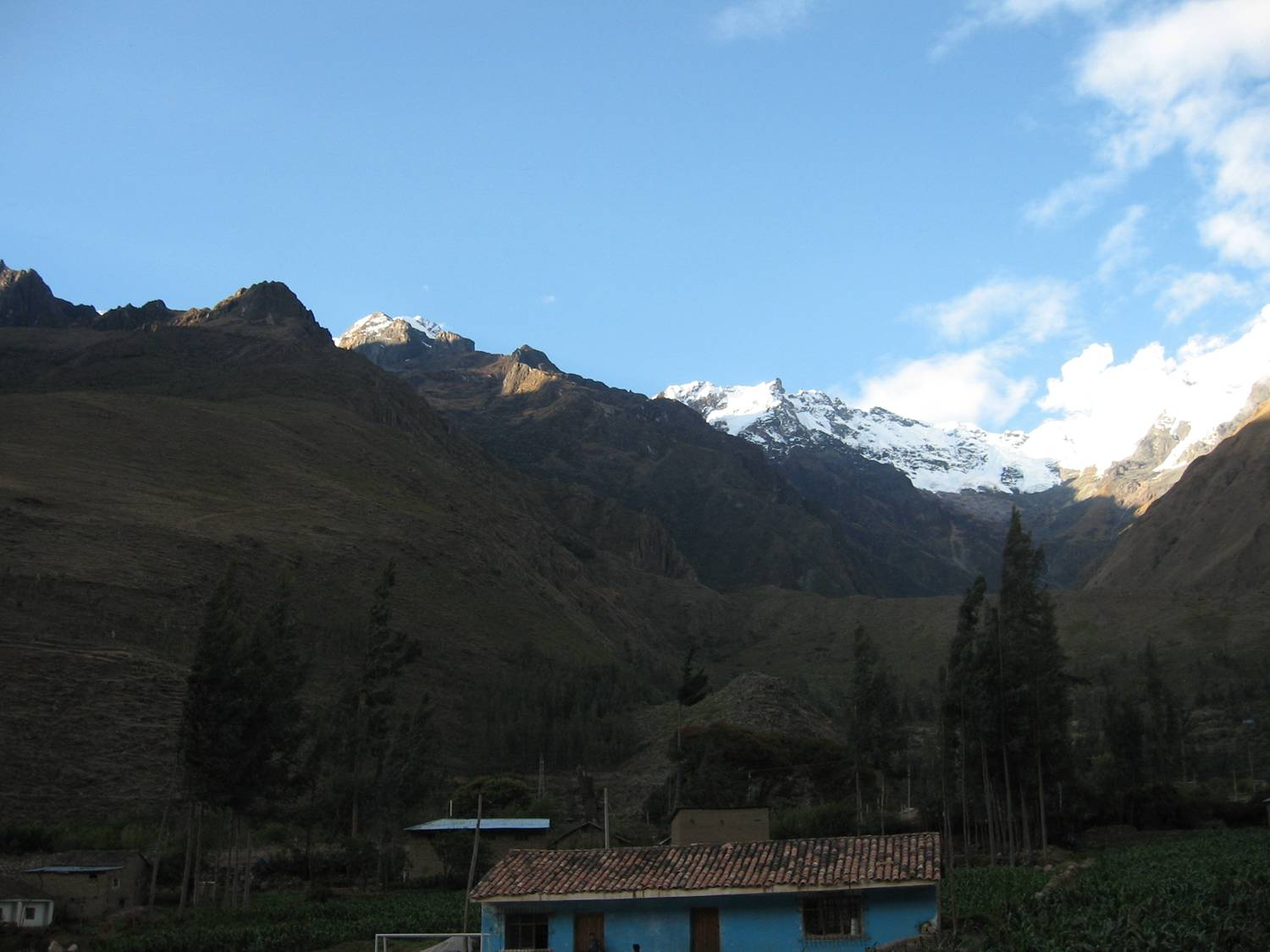

馬爾科尼山（Marconi），是秘魯的山峰，位於該國東南部庫斯科大區，由瓦約帕塔區和奧揚泰坦博區負責管轄，屬於烏魯潘帕山脈的一部分，海拔高度5,340米。